# Zorillaformák
A zorillaformák (Ictonychinae) a menyétfélék családjának egy alcsaládja. Öt nem és hét ma élő faj tartozik az alcsaládba.

## Rendszerezés
Az alcsalád az alábbi nemeket és fajokat foglalja magában.
- Galictis (Bell, 1826) – 2 faj

- Ictonyx (Kaup, 1835) – 2 faj

- Poecilogale (Thomas, 1883) – 1 faj
  - rövidlábú görény (Poecilogale albinucha)

- Lyncodon (Gervais, 1845) – 1 faj
  - patagóniai menyét (Lyncodon patagonicus)

- Vormela (Blasius, 1884) – 1 faj
  - tigrisgörény (Vormela peregusna)

## További információk

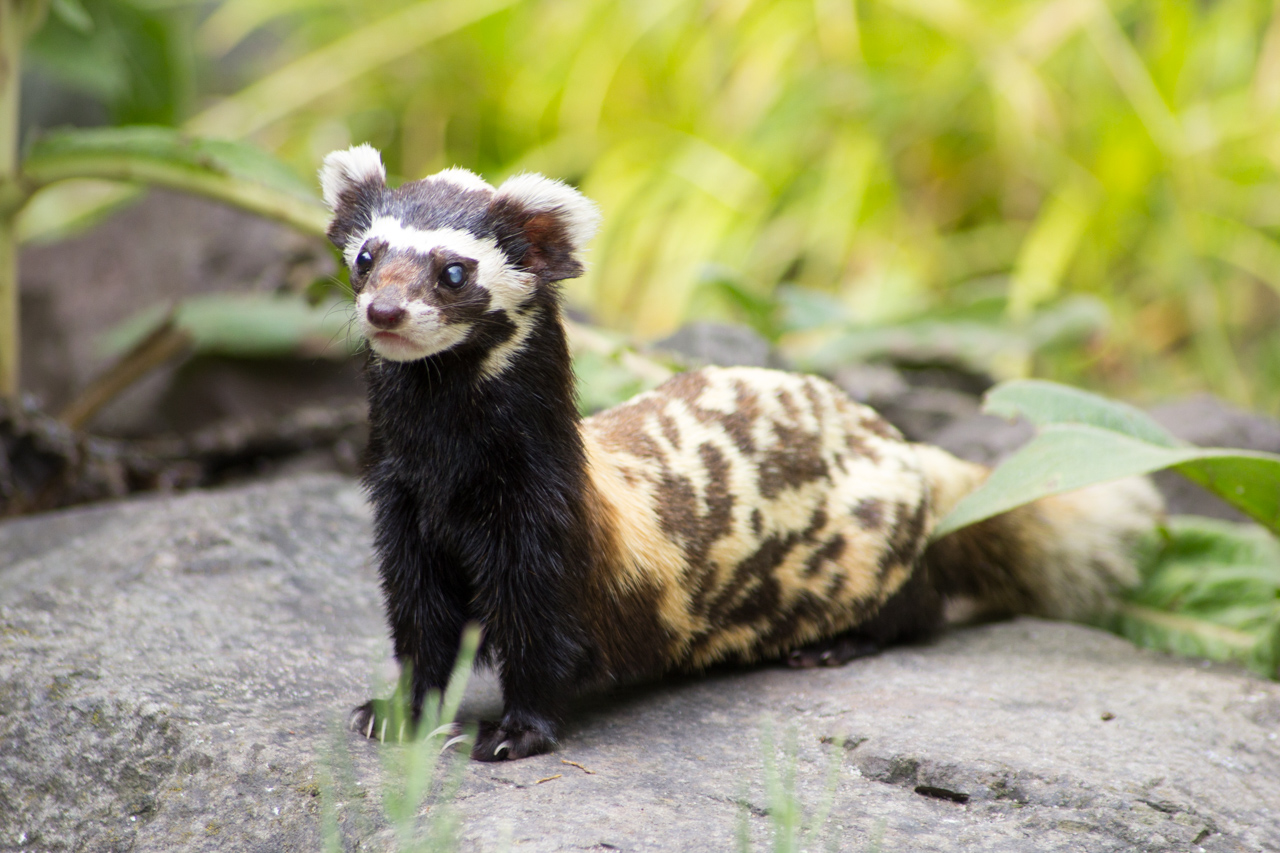
tigrisgörény (Vormela peregusna)